# Álvaro Saborío
Álvaro Alberto Saborío Chacón, eller Sabo, född 25 mars 1982 i San Carlos, Costa Rica är en före detta fotbollsspelare som spelade som anfallare för bland andra MLS-laget D.C. United. Han representerade även Costa Ricas fotbollslandslag.

## Karriär

### Saprissa
Saborío påbörjade sin proffskarriär i costaricanska  Deportivo Saprissa efter att ha spelat ett par säsonger för mexikanska ungdomslag. Saborío blev skyttekung i costaricanska fotbollsligan säsongen 2003/2004 med sammanlagt 25 mål, fem fler än andraplatsens Whayne Wilson.
Med Saprissa vann han den inhemska ligan, Concacaf Champions' Cup och var med i truppen som spelade världsmästerskapet för klubblag där man slutade på tredje plats bakom São Paulo och Liverpool. Han gjorde två mål och hamnade tack vare det på delad förstaplats i skytteligan med tre andra spelare.

### FC Sion
Efter VM 2006 flyttade Saborío till schweiziska FC Sion där han fick spela som anfallare vid sidan av polska landslagets Zbigniew Zakrzewski.
Intresse har visats för Saborío från engelska Stoke City.

### Landslaget
Han är även en viktig del av costaricanska landslaget och spelade för U23-laget under OS 2004 och gjorde kvalmålet som tog dit laget. Han fick spela från start i tre av fyra matcher och gjorde ett mål mot Portugal. Numera spelar han för seniorlandslaget och spelade i kvalet till fotbolls-VM 2006.